# Phillip Buchanon
Phillip Darren Buchanon (Streator, 19 settembre 1980) è un ex giocatore di football americano statunitense che ha militato nel ruolo di cornerback nella National Football League (NFL).

## Carriera

### Oakland Raiders
Al college Buchanon giocò a football a Miami con cui vinse il campionato NCAA nel 2001. Nel Draft NFL 2002 fu selezionato come diciassettesimo assoluto dagli Oakland Raiders. Nella sua stagione da rookie raggiunse il Super Bowl, perso contro i Tampa Bay Buccaneers. L'anno seguente ebbe un primato in carriera di 6 intercetti. Trascorse tre stagioni con i Raiders, facendo registrare 122 tackle e 11 intercetti.

### Houston Texans
IL 25 aprile 2005 i Raiders scambiarono Buchanon con gli Houston Texans per una scelta del secondo e del terzo giro del Draft NFL 2005. Vi trascorse due stagioni, disputando 14 partite, con 37 placcaggi. Nel 2006 giocò quattro partite prima di venire svincolato il 16 ottobre.

### Tampa Bay Buccaneers
Buchanon firmò con i Tampa Bay Buccaneers il 17 ottobre 2006. Con essi concluse la stagione 2006 facendo registrare 24 tackle e 2 intercetti. Nel 2007 divenne il cornerback titolare accanto a Ronde Barber dopo che Brian Kelly faticò a causa degli infortuni.

### Detroit Lions
Buchanon firmò con i Detroit Lions il 4 marzo 2009. Con essi disputò 13 partite, mettendo a segno 43 tackle, unico sack in carriera e 4 passaggi deviati. Fu svincolato il 4 marzo 2010.

### Washington Redskins
Buchanon firmò con i Washington Redskins il 29 marzo 2010. Dopo avere firmato nuovamente per la stagione 2011 fu sospeso per quattro partite per essere risultato positivo a un test antidoping. Al termine della sospensione entrò nel roster regolare dopo che il rookie Brandyn Thompson fu svincolato e poi inserito nella squadra di allenamento. Il 5 novembre 2011 fu inserito in lista infortunati dopo avere giocato una sola partita nella settimana 7 contro i Carolina Panthers.

## Palmarès
- American Football Conference Championship: 1

Oakland Raiders: 2002